# ウッディンビル (ワシントン州)
ウッディンビル（Woodinville）は、アメリカ合衆国ワシントン州キング郡の都市である。人口は1万3069人。シアトルの北東25キロメートルに位置している。

## 歴史
イングランド系アメリカ人移住前は、サマミッシュ族 (Sammamish) が生活していた。
1871年、アイラ・ウッディン (Ira Woodin) と妻のスーザン (Susan Woodin) がシアトルから移住し、サマミッシュ川近郊に小屋を建てた。次第に町ができはじめ、学校と郵便局が建造された。スーザン・ウッディンが郵便局長を務め、アイラ・ウッディンと彼の養子トーマス・サンダース (Thomas Sanders) が商店をつくった。
近郊の他の町と同様、ウッディンビルは林業の町としてはじまったが、20世紀初頭に農業へと移行し、第二次世界大戦後はシアトル都市圏の一部へと発展した。1969年にウッディンビルのゴールド・クリーク・カントリー・パークでシアトル・ポップ・フェスティバル (Seattle Pop Festival) が開催され、レッド・ツェッペリンとThe Guess Whoが出演した。
1990年代初頭、ボセルの成長に伴い、ボセルから分離する計画がたてられ、1992年に設立のための投票が実施された。1993年3月31日、正式に設立された。
2008年3月3日の早朝、テロ組織の地球解放戦線が家屋に放火した (Street of Dreams Arson Fires) が、死傷者はいなかった。

## 地理
北緯47度45分9秒、西経122度9分21秒 (47.752452, -122.155949)に位置している。
アメリカ合衆国統計局によると、総面積14.7 km2 (5.7 mi2) である。このうち14.6 km2 (5.6 mi2) が陸地であり、0.1 km2 (0.04 mi2) (0.35%) が水地である。
- 河川: サマミッシュ川 (Sammamish River)

アメリカ合衆国郵便公社の郵便番号 (ZIP code) には、98072 と 98077 が割り当てられているが、これらの郵便番号はウッディンビルの境界を超えても使用されている。98072 は北のスノホミッシュ郡と市域の東のエリアで使用されており、98077 は市域を超えた東のエリア全体で使用されている。

## 人口
2000年の国勢調査では、人口9,194人、3,512世帯、2,412家族が暮らしている。人口密度は629.4/km2 (1,630.0/mi2) である。245.9/km2 (636.8/mi2) の平均的な密度に3,592軒の住宅が建っている。この都市の人種的な構成は白人84.01%、アフリカン・アメリカン0.91%、ネイティブ・アメリカン0.51%、アジア7.33%、太平洋諸島系0.25%、その他の人種3.70%、混血3.28%である。この人口の7.16%はヒスパニックまたはラテン系である。ドイツ系18.4%、イングランド系11.6%、アイルランド系8.9%、ノルウェー系7.9%である。
全世帯のうち、18歳未満の子供と同居している世帯が36.9%、夫婦のみの世帯が57.5%、未婚女性の世帯が7.7%であり、31.3%は家族を持たない。個人名義の世帯主が25.6%、そのうち65歳以上が8.6%である。世帯ごとの平均人数は2.61人、家族ごとの平均人数は3.15人である。
18歳未満の未成年が26.6%、18歳以上24歳以下が8.1%、25歳以上44歳以下が32.5%、45歳以上64歳以下が24.1%、65歳以上が8.7%、平均年齢は36歳である。女性100人に対して男性は96.5人である。18歳以上の女性100人に対して男性は95.2人である。
この都市の世帯ごとの平均的な収入は68,114 USドルであり、家族ごとの平均的な収入は81,251 USドルである。男性は53,214 USドルに対して女性は35,404 USドルの平均的な収入がある。この都市の一人当たりの収入 (per capita income) は31,458 USドルである。人口の4.4%及び家族の2.7%の収入は貧困線以下である。全人口のうち18歳未満の4.7%及び65歳以上の1.9%は貧困線以下の生活を送っている。
一人当たりの収入 (per capita income) は、ワシントン州522地域のうち34番目に高い。

## 経済
軽工業、小売業、観光が混在している。ワシントン州東部で栽培されているブドウにより、ワイナリーが数多くある (Chateau Ste. Michelle, Columbia Winery など)。観光地区にはRedhook Ale Breweryや数多くのレストランがあり、ダウンタウンにはガーデンやガーデンセンターがある。

## 教育
- 学区
  - Northshore School District: ほぼ全域
  - Lake Washington School District: 南西部の一部

- 小学校
  - Bear Creek Elementary (市域外、東部の一部の地域)
  - Cottage Lake Elementary (市域外)
  - East Ridge Elementary (市域の東部)
  - Hollywood Hill Elementary (市域外、南部の一部の地域)
  - Mack Elementary - Bellevue Christian School (K-6 私立校、市域外)
  - Wellington Elementary
  - Woodin Elementary (ボセルの市域)

- 中学校
  - Leota Junior High School
  - Timbercrest Junior High

- 高校
  - Woodinville High School

- 私立校
  - Woodinville Montessori
  - Chrysalis School (K-12)

## 交通
- 鉄道:
  - Woodinville Subdivision
  - Spirit of Washington Dinner Train
- バス:
- 高速道路:

## 関係者
- Anu Garg: ノンフィクション作家。解説者。
- カール・ウェザース: アメリカンフットボール選手。俳優。
- Marc Wilson: アメリカンフットボール選手。
- Marques Tuiasosopo: アメリカンフットボール選手。
- Peg Phillips: 女優。
- Tiffany Doorn: 2006年ミスUSAワシントン州代表。
- Michael Confort: メジャーリーグ選手。ロサンゼルス・ドジャース所属(2025〜)